# Національний музей природничих наук (Мадрид)
40°26′28″ пн. ш. 3°41′25″ зх. д. / 40.441030555556° пн. ш. 3.6902805555556° зх. д.
Національний музей природничих наук (ісп. Museo Nacional de Ciencias Naturales) — природничий музей у Мадриді (Іспанія). Залежний від Міністерства науки, ним керує Іспанська національна дослідницька рада (CSIC).

## Історія
Музей бере свій початок від Реального кабінету природничої історії, який створений у 1771 році королем Іспанії Карлом III . У 1815 році кабінет було перетворено на Реальний музей природничої історії. Він змінював назви до свого поточного найменування, отриманого в 1913 році. Спочатку музей містив колекцію, подаровану іспанським купцем Педро Ф. Давіла. У 1867 році деякі приміщення відокремили для створення інших музеїв (Археологічного, Ботанічного саду, Зоологічного саду). У 1987 році музей реорганізували й розширили коштом двох менших музеїв.

## Колекція
Деякі з найбільш актуальних компонентів музейних колекцій:
- Голотипний екземпляр Megatherium americanum, привезений з Аргентини в 1789 році.
- Диплодок, подарований Ендрю Карнегі іспанському королю Альфонсу XIII у 1913 році.[7]

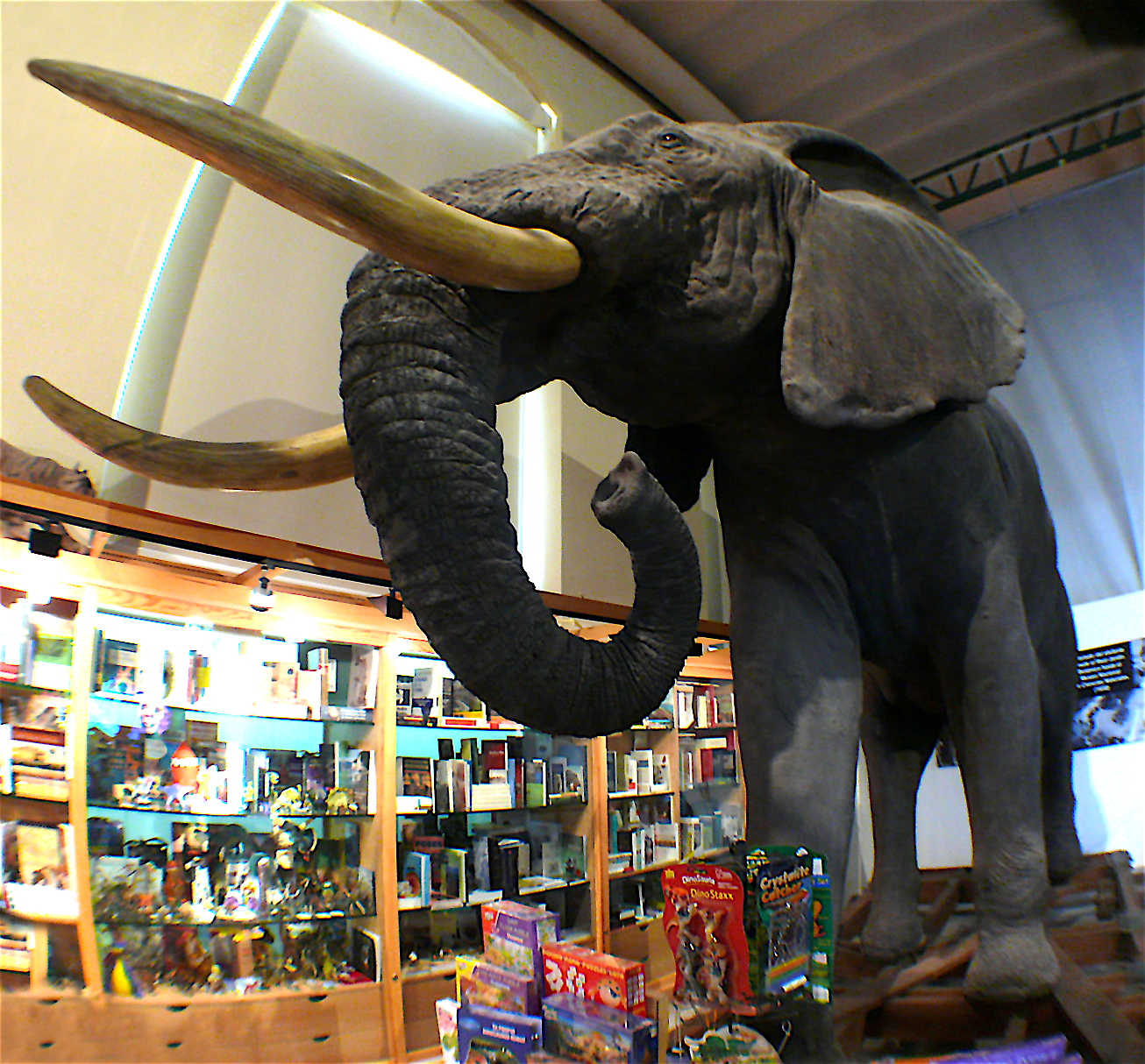
Африканський слон, якого вполював Якобо Фітц-Джеймс Стюарт, 17-й герцог Альба
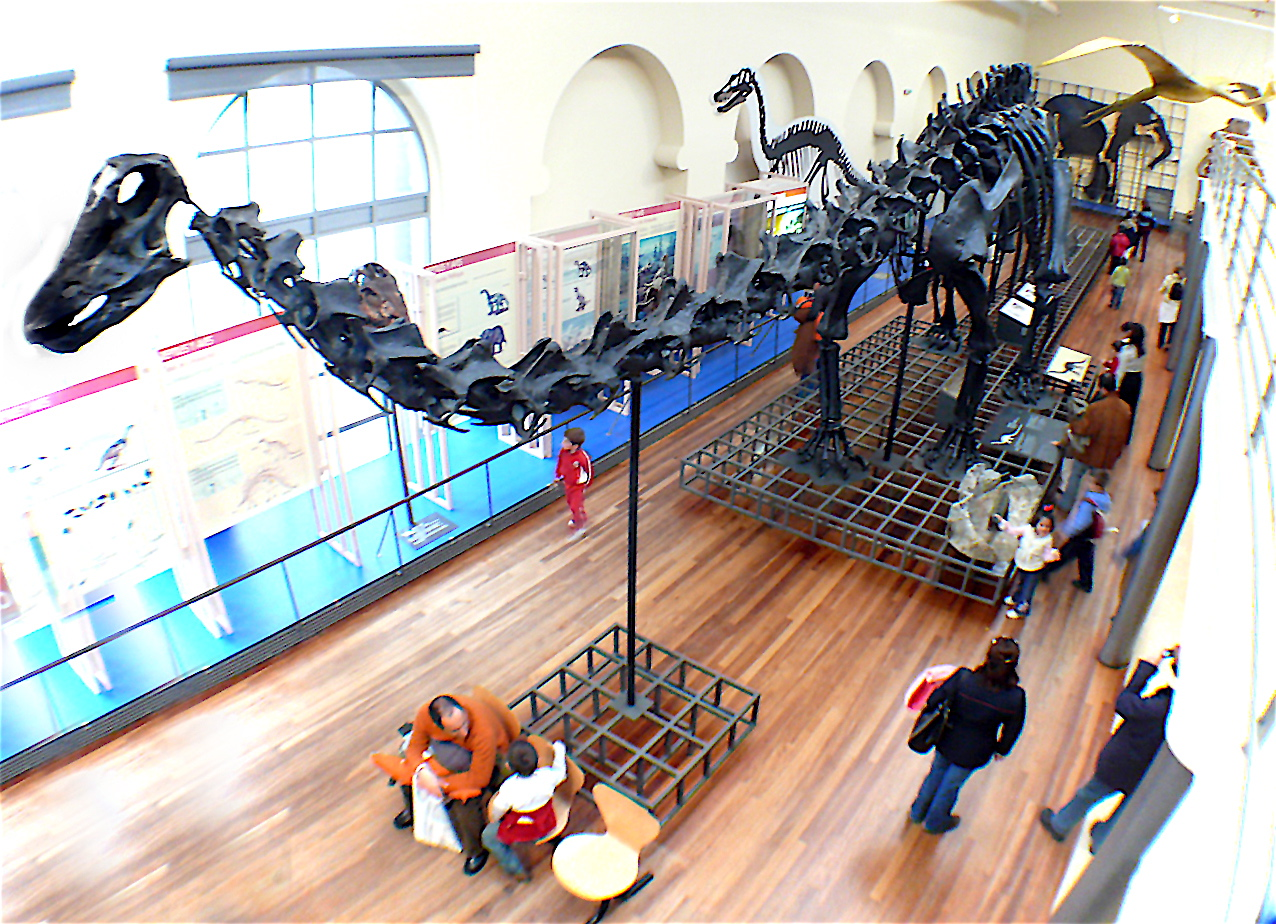
Скелет диплодока  та інші рештки
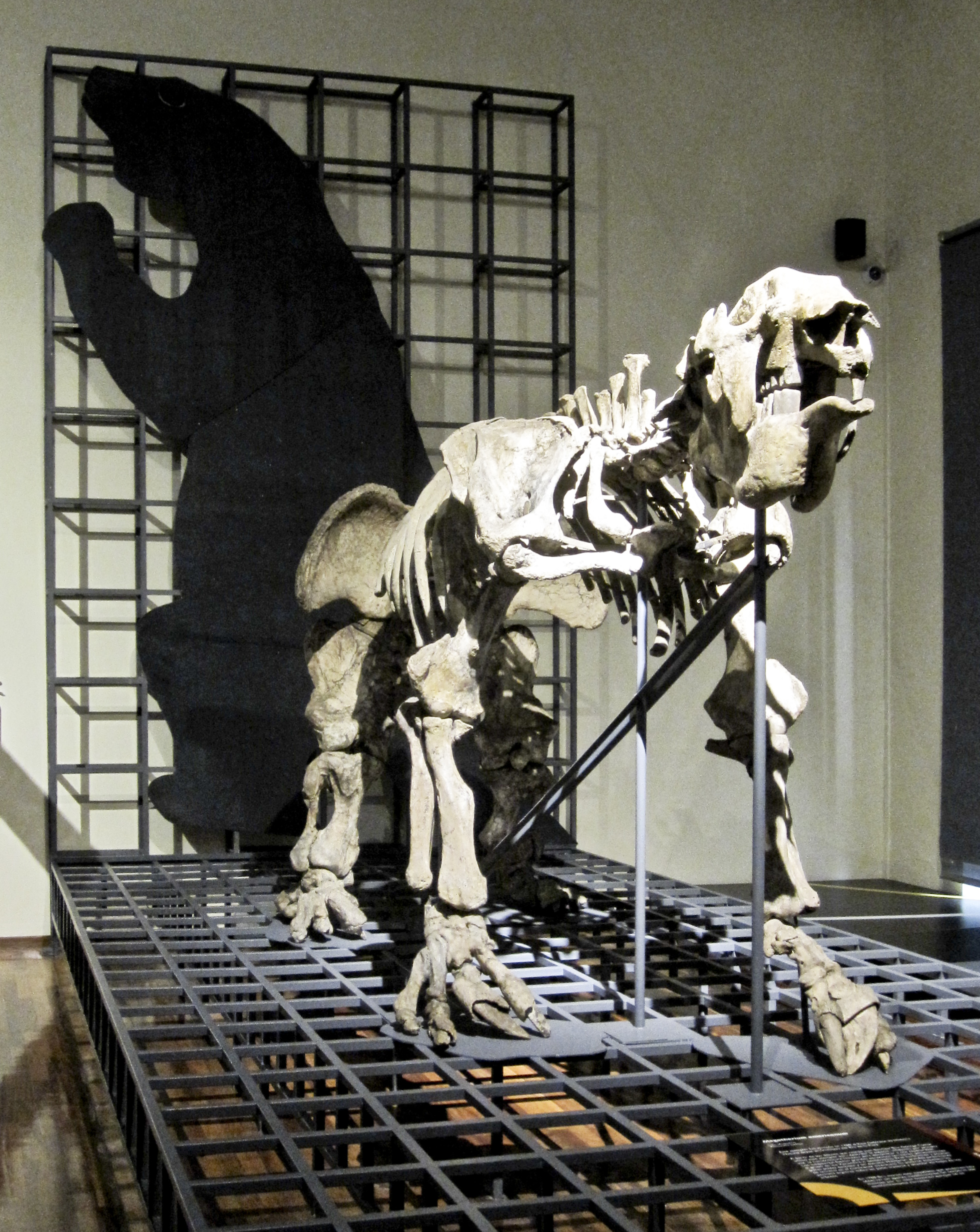
Скелет мегатерія
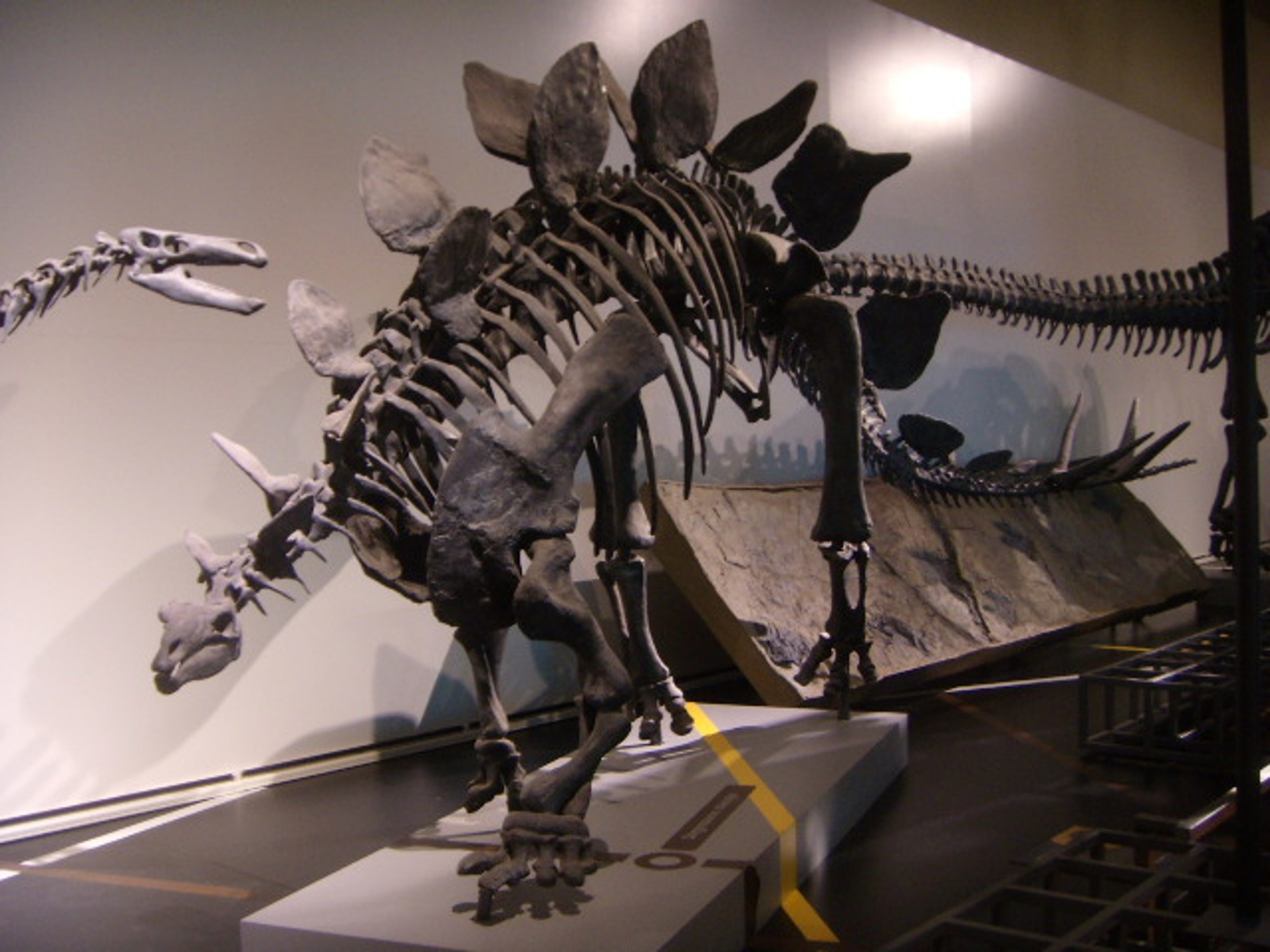
Скелет стегозавра
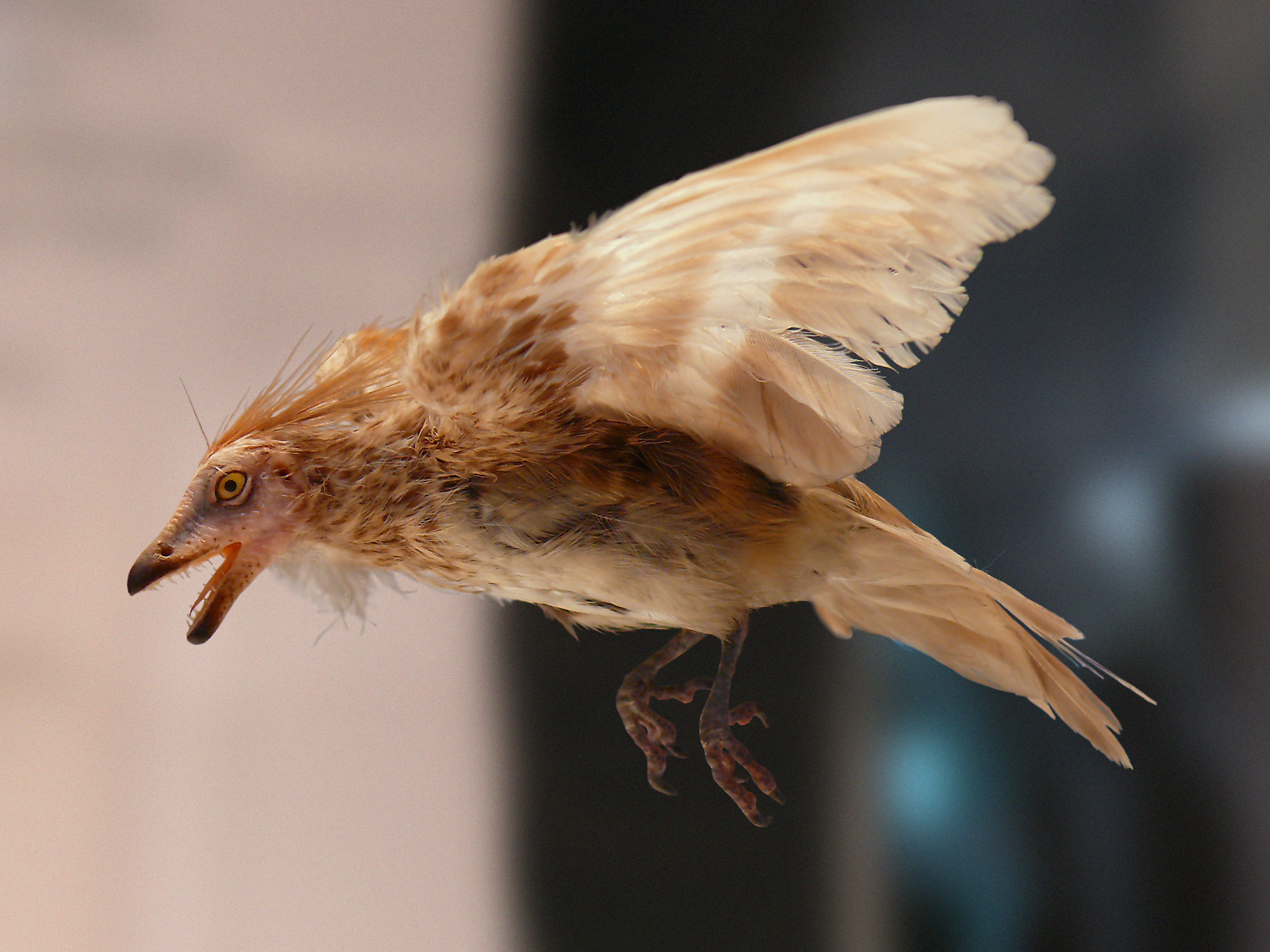
Модель Iberomesornis
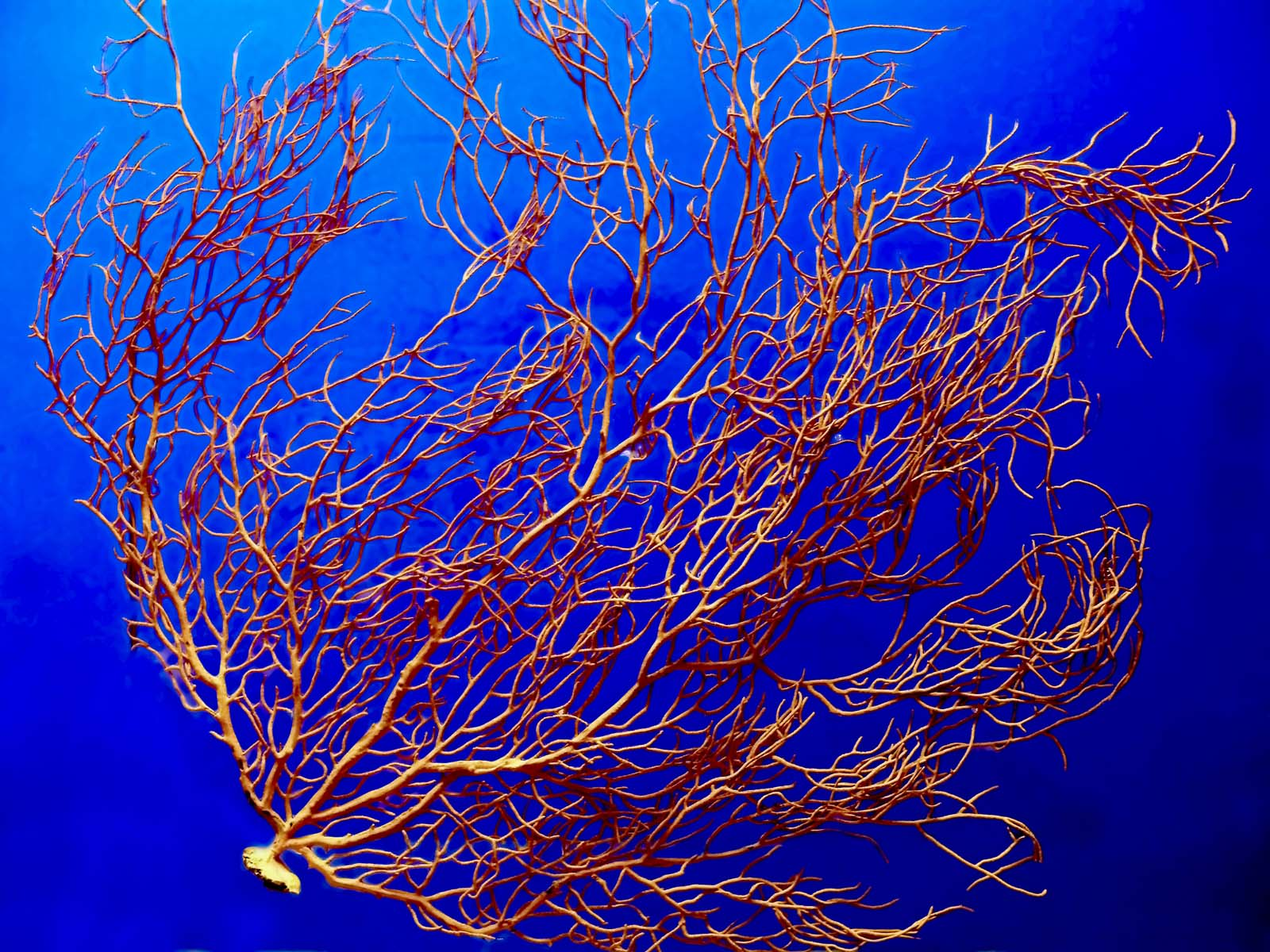
Корал Gorgonian
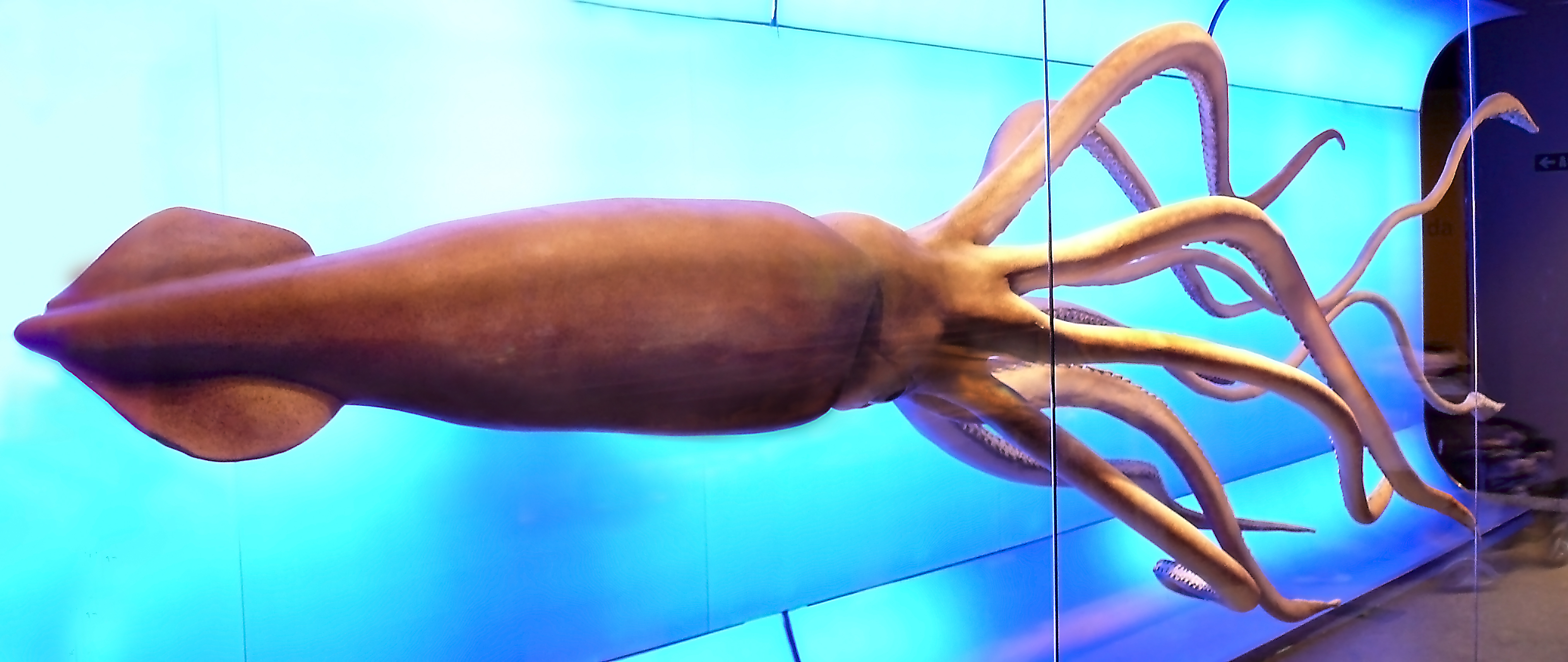
Модель гігантського кальмара